# Luhya
I Luhya o Luyia (nome collettivo: AbaLuyia, singolare: OmuLuyia) sono un popolo bantu che vive prevalentemente in Kenya, dove costituiscono il secondo gruppo etnico più numeroso, e in misura minore in Uganda. Sono divisi in 20 o 21 clan culturalmente e linguisticamente uniti, il principale dei quali è quello dei Bukusu, che rappresenta quasi il 30% dell'intera popolazione Luhya.
La cultura Luhya è simile a quella degli altri popoli bantu della regione dei Grandi Laghi. Durante un’ondata di espansione iniziata tra 4.000 e 5.000 anni fa, le popolazioni di lingua bantu lasciarono gradualmente la loro patria originaria dell’Africa centro-occidentale e viaggiarono verso le regioni orientali e meridionali del continente.
La migrazione nell'attuale Luhyaland (un termine che si riferisce al principale luogo di insediamento dei Luhya in Kenya) risale al 7 a.C. Gli immigrati nell'attuale Luhyaland provenivano principalmente dall'Uganda orientale e occidentale e fanno risalire i loro antenati a diversi gruppi Bantu e ad altri gruppi non Bantu come Kalenjin, Luo e Maasai. Nel 1850, la migrazione nel Luhyaland era in gran parte completa, e in seguito si verificarono solo piccoli movimenti interni a causa di malattie, siccità, conflitti interni e effetti del colonialismo britannico. 
La principale area di insediamento tradizionale si trova in quella che un tempo era la Provincia Occidentale del Kenya. La migrazione nell'area della Rift Valley è relativamente recente, risalendo ai primi anni dopo l'indipendenza nel 1963, quando le fattorie precedentemente occupate dai coloni bianchi coloniali furono acquistate o cedute agli africani.